# VNREDSat-1B
VNREDSat-1B (Vietnam Natural Resources, Environment and Disaster-monitoring Satellite-1B)は2017年に打ち上げが計画されているベトナムの人工衛星。計画通りに軌道へ投入されれば、2013年5月に打ち上げられたVNREDSat-1Aに次いで、ベトナム政府が保有する2番目の地球観測衛星となる。

## 概要
ベトナムは2020年までの宇宙技術戦略において光学画像衛星・レーダー衛星各2基の地球観測衛星取得を目標に掲げており、VNREDSat-1Bはその2基目の光学画像衛星にあたる。2012年3月にベトナム科学技術院(VAST)とベルギーの航空宇宙企業Spacebelの間で、光学画像衛星の調達に関する約6,000万ユーロの契約調印が行われた。フランスよりODA借款を受け製造されたVNREDSat-1Aがフランス製の衛星バスMYRIADEを元に製作されたのに対し、ベルギーからのODA借款で製作されるVNREDSat-1Bは、同国製の小型技術実証衛星PROBAを元に製造される。PROBAシリーズの製造企業QinetiQ Spaceなどベルギー企業が分担開発するVNREDSat-1Bは、初のベルギー製商用衛星となる。
VNREDSat-1Bが搭載を予定する観測機器は400～830nmの波長を観測するハイパースペクトラル・イメージャで、解像度は30m、観測幅250～300km。高度600kmから撮影される画像は資源管理、環境保護、災害時の被災状況把握など多方面での活用が期待される。